# HHS Glasgow
Королевская яхта HHS (His Highness' Ship) Glasgow (англ.) султана Занзибара построена в Англии для султана Баргаш ибн Саида по образцу британского фрегата HMS Glasgow, который понравился заказчику. Менее чем за 20 лет использования сменились 6 хозяев.
К началу англо-занзибарской войны оказался единственным крупным кораблём флота Занзибарского султаната (другие суда представляли собой небольшие шхуны), кроме того, его первоначальное вооружение было серьёзно ослаблено. В результате короткого боя потоплен более совершенными (в том числе броненосными) английскими кораблями, не причинив им практически никакого вреда. После подъёма британского флага экипаж спасён английскими кораблями.
Долгое время лежал в гавани, затрудняя судоходство. В 1912 году частично разобран на металл, но части корпуса до сих пор лежат на дне.

## Галерея

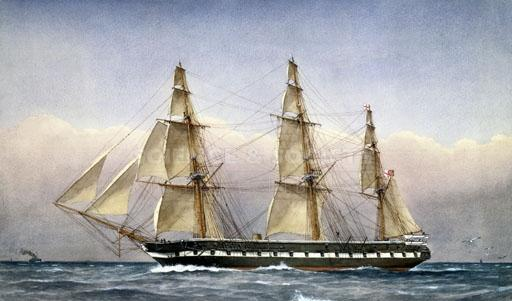
Британский фрегат HMS Glasgow, послуживший прототипом для занзибарского корабля.
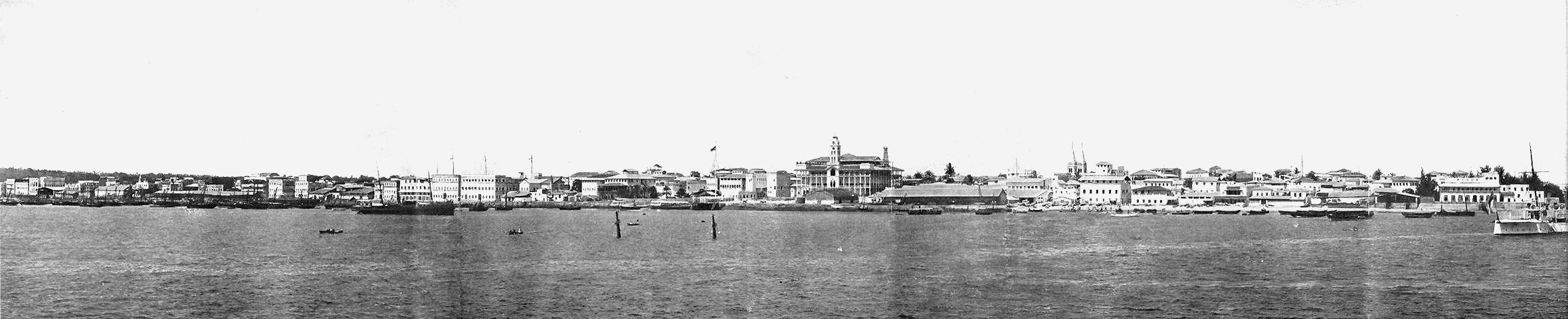
Панорама гавани Занзибара в 1912 году, на переднем плане мачты погибшего Glasgow.
Диспозиция кораблей при потоплении HHS Glasgow (красный силуэт)